# Sturmabteilung
Las Sturmabteilung o «SA» (pronunciaciónⓘ), en español sección de asalto, funcionaron como una organización voluntaria tipo milicia vinculada al Partido Nacionalsocialista Obrero Alemán, o partido nazi. A los miembros de las SA se les conocía como «camisas pardas», por el color de su camisa y uniforme, para distinguirlos de las «SS», que llevaban uniformes negros y camisa blanca (a veces también parda), a diferencia de los camisas negras italianos. Se eligieron las camisas pardas como uniforme para las SA porque un lote de éstas era mucho más barato que los demás, ya que existían muchos excedentes de la Primera Guerra Mundial, debido a que anteriormente este era el uniforme para las tropas coloniales estacionadas en África.
Las SA fueron el primer grupo militarizado nacionalsocialista que creó títulos y rangos jerárquicos propios para sus miembros,  Posteriormente, los rangos de las SA fueron adoptados también por otros grupos del NSDAP. Las SA jugaron un importante papel en el ascenso al poder de Adolf Hitler en los primeros años de la década de 1930, hasta que fueron desarticuladas en 1934 e integradas a las SS en cierto modo, aunque las SA siguieron existiendo después de la Noche de los cuchillos largos, pero con una importancia mucho menor que la que tuvieron en principio. En el momento de su desarticulación contaban con aproximadamente 4 millones y medio de personas en sus filas.

## Historia
El término Sturmabteilung viene originalmente de las tropas de asalto especializadas de las que disponía el Imperio Alemán en 1918, durante la Primera Guerra Mundial, de acuerdo con las tácticas de infiltración desarrolladas por el general Hutier.
En el otoño de 1920 Hitler creó el Ordnungsdienst («servicio de orden»), un cuerpo de soldados con experiencia en el campo de batalla y con una preparación física excelente, quienes bajo la jefatura de Emil Maurice fueron asignados a la función de seguridad en las conferencias, discursos y reuniones del NSDAP contra posibles ataques de los socialdemócratas o de los comunistas y para mantener el orden en los mismos.
El 4 de noviembre de 1921, el NSDAP realizó un mitin público en la cervecería Hofbräuhaus, en Münich. Después de que Hitler hablase durante algún tiempo, se desató una pelea cuerpo a cuerpo, en la cual su «servicio de orden», creado previamente, apaleó y expulsó a los oponentes. A tal evento se le conoció entre los militantes como "Saalschlacht" (batalla de la sala de reuniones). Después de este mitin el servicio pasó a llamarse oficialmente Sturmabteilung.
La importancia de las SA aumentó dentro de las estructuras de poder nazis, llegando a estar integrada por cientos de miles de miembros. En 1922 el NSDAP fundó la Jugendbund, una sección para jóvenes de 14 a 18 años. La sucesora de esta sección, las Juventudes Hitlerianas, permaneció bajo el mandato de las SA hasta mayo de 1932.
Desde abril de 1924 hasta febrero de 1925, las SA se ocultaron bajo el nombre de Frontbann para evitar la ilegalización temporal del NSDAP. Las SA llevaron a cabo numerosos actos violentos contra grupos izquierdistas y derechistas durante los años 20, normalmente en pequeñas trifulcas callejeras llamadas Zusammenstöße («colisiones»).

## Rangos de las SA
Los rangos de las SA fueron exclusivamente de estilo nacionalsocialista, emulando las líneas de obediencia de los antiguos «Cuerpos Libres» o Freikorps posteriores a la Primera Guerra Mundial. Estos eran:
- Oberster SA-Führer (OSAF): jefe supremo de las SA, siendo el comandante supremo por defecto. Equivale a Generalfeldmarschall (general mariscal de campo) teóricamente, aunque al haber sido un rango ocupado por Hitler durante muchos años, otros autores lo sitúan como el equivalente en la práctica de un Reichsmarschall o mariscal del reich.
- Stabschef-SA: comandante en Jefe de las SA. Equivale a coronel general. En otros ejércitos en la actualidad podría equivaler a capitán general.
- SA-Obergruppenführer: general de arma o servicio de las SA. En la actualidad en otros ejércitos podría equivaler a teniente general.
- SA-Gruppenführer: teniente general de las SA. En la actualidad en otros ejércitos podría equivaler a general de división.
- SA-Brigadeführer: mayor general de las SA. En la actualidad en otros ejércitos podría equivaler a general de brigada.
- SA-Oberführer: brigadier, coronel mayor con mando de general, grado intermedio entre coronel y general de brigada, inexistente en ciertos ejércitos actuales.
- SA-Standartenführer: coronel de las SA.
- SA-Obersturmbannführer: teniente coronel de las SA.
- SA-Sturmbannführer: mayor de las SA.
- SA-Hauptsturmführer: capitán de las SA.
- SA-Obersturmführer: teniente de las SA.
- SA-Sturmführer: segundo teniente (alférez) de las SA, jefe de asalto de las SA. En otras naciones equivale a subteniente.
- SA-Haupttruppführer: suboficial mayor, jefe principal de tropa de las SA. En otras naciones equivale a sargento mayor.
- SA-Obertruppführer: suboficial superior, jefe superior de tropa de las SA. En naciones como España equivale al grado de subteniente.
- SA-Truppführer: sargento mayor o de brigada, jefe de tropa de las SA.
- SA-Oberscharführer: sargento primero de las SA.
- SA-Scharführer: sargento segundo de las SA.
- SA-Rottenführer: cabo primero de las SA.
- SA-Obersturmmann: cabo segundo superior de las SA.
- SA-Sturmmann: cabo segundo de las SA.
- SA-Mann: soldado raso de las SA.
- SA-Anwärter: recluta voluntario para el servicio en las Sturmabteilung (SA).

## Estructura

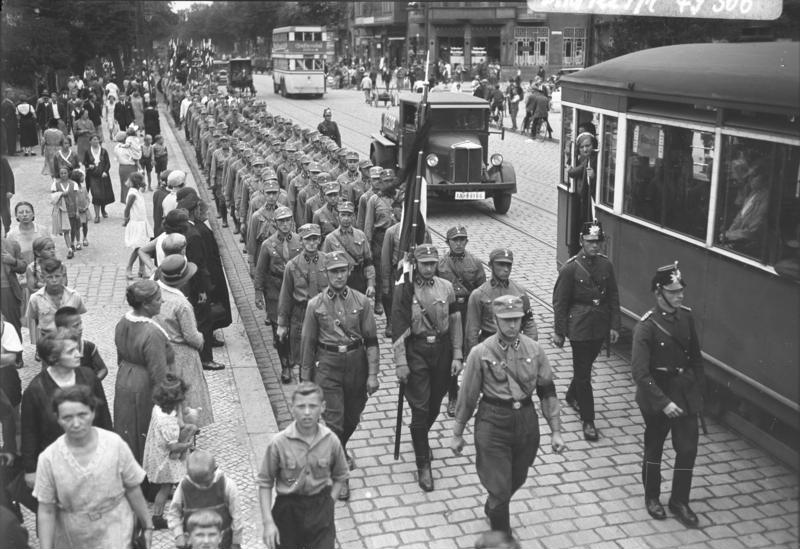
Las SA marchando en Spandau, 1932.

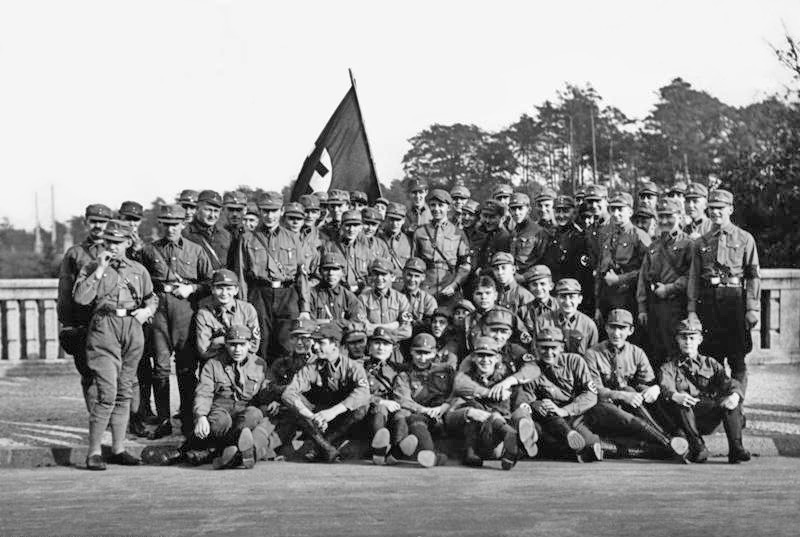
El SA Sturm 34, de Berlín con Horst Wessel en el medio.

Las SA se organizaron en varios grandes grupos regionales (Gruppen). Cada grupo tenía brigadas subordinadas («brigadas»). Los standarten, del tamaño de un regimiento, estaban subordinados a las brigadas.  Estos SA-Standarten operaban en todas las principales ciudades alemanas y se dividían en unidades aún más pequeñas conocidas como Sturmbanne y Stürme.

El nexo de mando para toda la SA fue el Oberste SA-Führung, ubicado en Stuttgart. El alto mando supremo de las SA tenía muchas suboficinas para manejar el suministro, las finanzas y el reclutamiento. Sin embargo, a diferencia de las SS, las SA no tenían un cuerpo médico ni se establecieron fuera de Alemania en territorios ocupados cuando la Segunda Guerra Mundial comenzó.

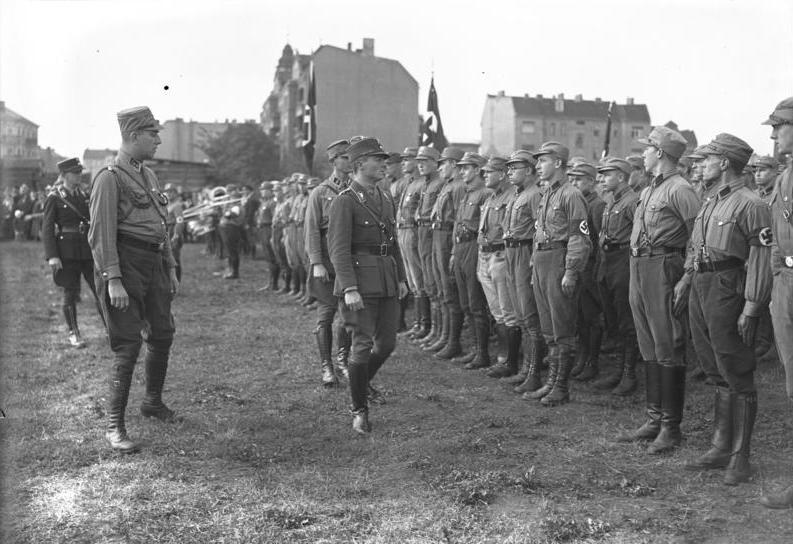
El SA-Oberführer Karl Ernst, líder de las SA en Berlín, pasa revista a sus tropas, en 1932.

Las SA ostentaron varias unidades de entrenamiento militar. La más grande fue la SA-Marine, que sirvió como auxiliar de la Kriegsmarine (Armada de Guerra Alemana) al realizar operaciones de búsqueda y rescate, así como de defensa portuaria. Además, las SA tuvieron una sección combatiente similar a las Waffen-SS, conocida como  Feldherrnhalle. Esta formación se expandió desde el tamaño de un regimiento en 1940 a un cuerpo blindado de pleno derecho, la Panzerkorps Feldherrnhalle, en 1945. 
La estructura de las SA en 1926 era esta:
- Oberste SA-Führung
- Gausturm
- Brigade (2-5 Standarten)
- Standarte (2-5 Stürme)
- Sturm (2-4 Trupps)
- Trupp (5-8 Gruppen)
- Gruppe (6-12 hombres)

Para 1932, la estructura era ésta, y la comparación nos permite evaluar el crecimiento de la organización:
- Oberste SA-Führung
- Obergruppe
- Gruppe (uno o más Untergruppen, máximo 30 000 hombres)

Untergruppe (Subgrupos):
- Standarte (1.200-3.000 hombres)
- Sturmbann (250-600 hombres)
- Sturm (60-150 hombres)
- Trupp (superior a 50 hombres)
- Schar (4-16 hombres)

## Conflictos con otras organizaciones

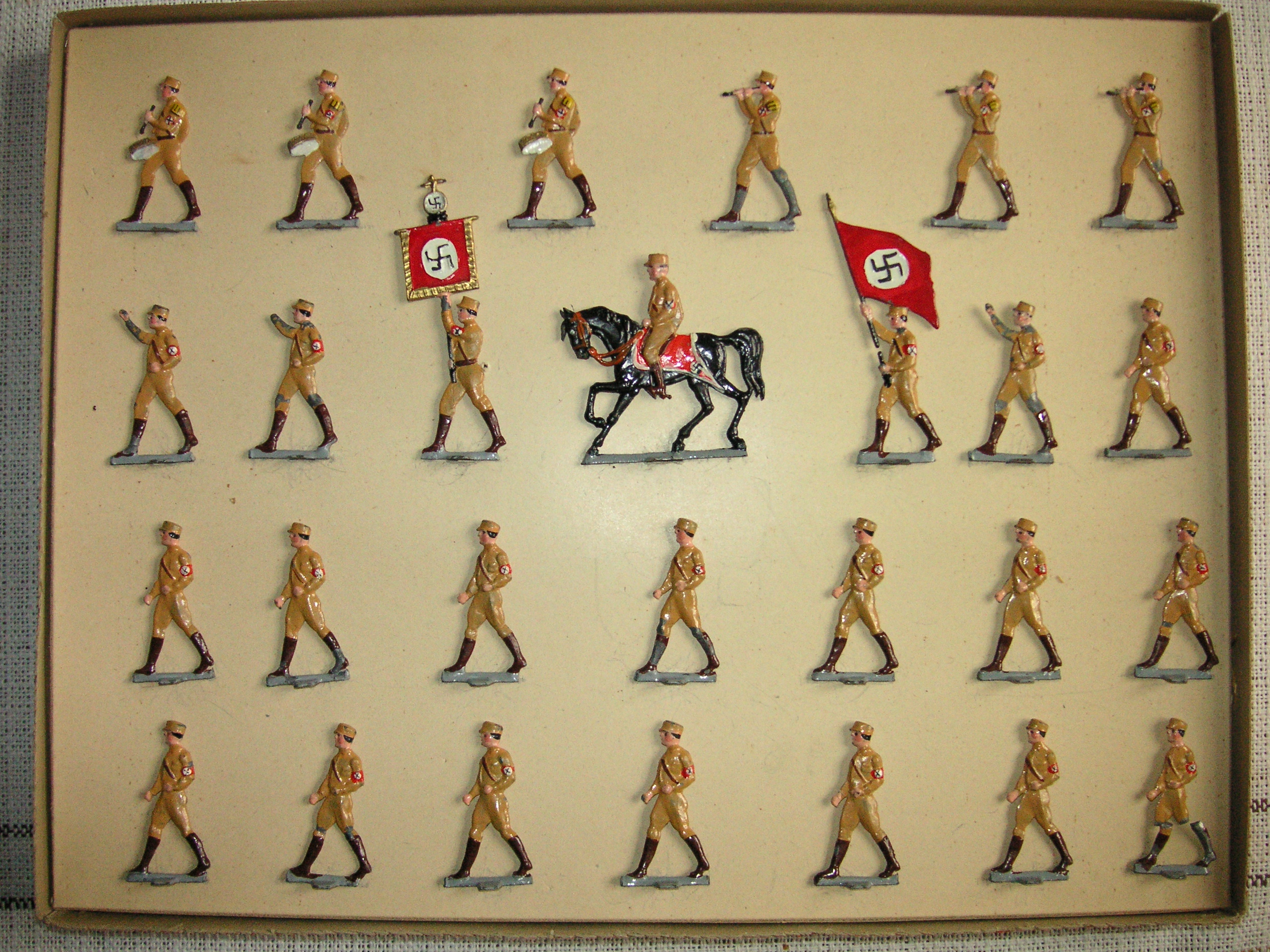
Una colección completa de soldaditos de las SA, de los años 40.

Tras la llegada de Hitler al poder en 1933, los miembros de las SA comenzaron a experimentar ansias de poder y se vieron a sí mismos como los sustitutos de las fuerzas armadas de la República de Weimar. Esto molestó a la Reichswehr, que ya estaba resentida con el NSDAP y que trataba a las SA como «la escoria parda». Esto también causó tensión entre algunos líderes del partido que veían como una amenaza para sus ambiciones personales el creciente poder de Ernst Röhm. Las SA comenzaron a ser consideradas como una organización radical y peligrosa desde que adoptaron como práctica jurar lealtad a los comandantes locales antes que a Hitler o al NSDAP. La principal causa de la creación de las SS fue restringir el poder de los camisas pardas y sus líderes.
Algunos oficiales nacionalsocialistas, incluido el que fuera Reichsführer de las SS, Heinrich Himmler, entregaron un dossier sugiriendo que los franceses habían pagado a Röhm una cierta cantidad de dinero para llevar a cabo un golpe de Estado contra Hitler. Primeramente Hitler no lo creyó, pero era consciente de que las SA podrían eliminarle si querían. Con todo, Röhm no era popular en el partido debido a su ambición política y personal, así como a su abierta homosexualidad.
La mayoría de esos conflictos internos se basaban en rivalidades personales, pero existían también conflictos económicos entre la Gestapo (de Geheime Staatspolizei), o «Policía secreta del Estado», y las SA. Los miembros de la Gestapo venían generalmente de la clase media, mientras que las SA estaban compuestas por desempleados y gente de la clase trabajadora. Por esta razón, las SA habían participado en huelgas y actividades anticapitalistas, colaborando ocasionalmente con los comunistas, para alarma de muchos militantes nazis. Era más común, sin embargo, que estas dos facciones se enfrentasen en peleas callejeras. En estas reyertas ambos bandos llevaban armas fabricadas por ellos mismos.
Entre los principales críticos de las SA estaba Franz von Papen quien temió por su vida al igual que muchos otros antiguos políticos alemanes. Finalmente, la presión existente hizo que Hitler ordenase la ejecución de los máximos dirigentes de las SA, que tuvo lugar en la noche del 30 de junio al 2 de julio de 1934, conocida como la «Noche de los Cuchillos Largos». Viktor Lutze pasó a ser el nuevo líder de las SA y la organización fue de pronto marginada del poder nazi en favor de las SS. Esto hizo que las SA pasasen a ser insignificantes, aunque no desapareciesen totalmente. A partir de este momento la carrera política de las SA quedó acabada y el terror de Alemania pasó a estar encarnado en un cuerpo más selecto, despiadado, silencioso y eficaz: las SS, que eran temidas incluso por oficiales del Ejército Alemán, el Heer. 
Las SA permanecieron activas oficialmente como milicia política hasta el final de la Segunda Guerra Mundial, pero la única acción violenta relevante llevada a cabo por esta organización, después de la «Noche de los cuchillos largos», fue la Kristallnacht, o «Noche de los cristales rotos», en la que bajo órdenes de las SS ejecutaron importantes actos vandálicos contra la comunidad judía, destruyendo comercios y sinagogas. En apenas unas horas quemaron libros, atacaron incontables locales y asesinaron habitantes judíos.

## Máximas de las SA
- «Solo se puede acabar con el terror mediante el terror».[12]
- «Toda oposición ha de ser aniquilada».[12]

## Líderes de las SA
El líder de las SA era conocido como el Oberster SA-Führer, traducido como Líder Supremo de las SA. Los siguientes hombres ocuparon este puesto:)
- Emil Maurice (1920-1921)
- Hans Ulrich Klintzsche (1921-1923)
- Hermann Göring (1923)
- Ninguno, la milicia y el partido estuvieron prohibidos entre estas fechas (1923-1925)
- Franz Pfeffer von Salomon (1926-1930)
- Adolf Hitler (1930-1945)

En septiembre de 1930, para sofocar la revuelta de Stennes  y tratar de garantizar la lealtad personal de las SA, Hitler asumió el mando de toda la organización ocupando el grado y cargo de Oberster SA-Führer durante el resto de la existencia de la milicia hasta 1945. Sin embargo, el funcionamiento diario de la organización fue ejecutado operativamente por el Stabschef-SA (jefe de Estado Mayor de las SA); un rango designado por Hitler para Ernst Röhm. Después de que Hitler asumió el mando supremo de las SA, fue el Stabschef-SA quien generalmente fue aceptado como el comandante en jefe de las SA, actuando en nombre del Führer. 
Las siguientes personas tuvieron el cargo y rango de Stabschef:
- Otto Wagener (1929-1931)
- Ernst Röhm (1931-1934)
- Viktor Lutze (1934-1943)
- Wilhelm Scheppmann (1943-1945)

## Daga de las SA

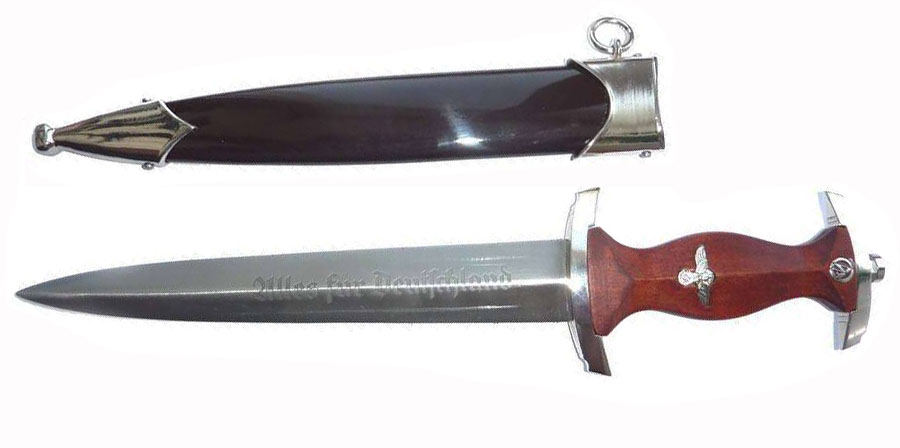
Daga de las SA.

La daga personal de las SA fue la primera daga adoptada y aprobada oficialmente por el partido el 15 de diciembre de 1933. El diseño se basó en la tradicional daga de caza suiza del siglo XVI Holbein. La aparición de la daga fue desarrollada por el profesor Paul Woenne de la ciudad alemana de Solingen, siguiendo las instrucciones personales de Adolf Hitler. La inscripción «Alles für Deutschland» (Todo para Alemania) estaba grabada en la hoja.
Inicialmente, la funda se oxidó, y todo el dispositivo metálico del mango y la funda estaba hecho de cuproníquel. En versiones posteriores, la funda estaba recubierta con pintura, y los detalles de la hoja estaban hechos de una aleación niquelada más barata. A finales de 1934, las dagas SA comenzaron a pasar el control de calidad del RZM (Reichzeugmeisterei), que fue confirmado por el estigma correspondiente. Las funciones del RZM incluían no solo proporcionar a las organizaciones del partido el equipo apropiado, sino también monitorear la estandarización y la calidad de los productos suministrados.
Las dagas de premio de este tipo se presentaron por etapas, se sabe que los primeros 9.800 premiados se hicieron con dagas SS similares, pero no hay información sobre el número de dagas SA otorgadas con la inscripción Röhm. Después de la famosa noche de los cuchillos largos cuando todos los antiguos líderes de los destacamentos de Asalto fueron destruidos, y Röhm mismo se convirtió del ídolo de la nación a un «enemigo del pueblo», los dueños de las dagas tenían prisa por deshacerse de la incriminatoria inscripción en la hoja, todos temían ser acusados de simpatía por el líder ejecutado de las SA. Por lo tanto, en la escritura especial, las dagas de SA-Röhm se dividen en tres tipos: con toda la inscripción, con parcialmente eliminado y con completamente eliminado. En las cuchillas premium para la clase alta, la imagen del águila era diferente, ya que estaba hecha a pedido de plata, mientras que el águila no tenía un halo alrededor de su cabeza.